# Manuel Pérez Álvarez
Manuel Pérez Álvarez este un om politic spaniol, membru al Parlamentului European în perioada 1999-2004 din partea Spaniei. 
1. ↑  Deputații în Parlamentul European